# Cornhill (Londres)
Cornhill est un quartier et une rue de la Cité de Londres, noyau historique et centre financier du Londres moderne.
La rue s'étend entre Bank Junction et Leadenhall Street.

## Histoire
Cornhill est l'une des divisions traditionnelles de la ville de Londres. La rue contient deux des églises de la ville conçues par Christopher Wren : St. Michael et St Peter upon Cornhill, réputées pour occuper le plus ancien site christianisé de Londres. Tous deux se trouvent sur le site du forum romain de Londinium. À son autre extrémité, la rue croise Threadneedle Street, Poultry ou encore Lombard Street. Le Royal Exchange d'origine de Thomas Gresham donnait sur Cornhill, mais son successeur sur le site, conçu par William Tite, fait face à la Banque d'Angleterre à la jonction avec Threadneedle Street.
Le Standard près de la jonction de Cornhill et Leadenhall Street est le premier approvisionnement public en eau pompé mécaniquement à Londres, construit en 1582 sur le site d'anciens puits pompés à la main et de conduits alimentés par gravité. Le mécanisme, une pompe à force entraînée par une roue hydraulique sous l'arche la plus au nord du Pont de Londres, transférait l'eau de la Tamise à travers des tuyaux en plomb vers quatre sorties. Le service a été interrompu en 1603,. C'est devenu la marque à partir de laquelle de nombreuses distances à destination et en provenance de Londres ont été mesurées et le nom apparaît toujours sur les bornes kilométriques plus anciennes.
En 1652, Pasqua Rosée ouvre le premier café de Londres à St. Michael's Alley près de Cornhill.
Les éditeurs Smith, Elder and Co, basés au no 65, ont publié la revue littéraire populaire The Cornhill Magazine de 1860 à 1975, ainsi que le Dictionary of National Biography. Le magazine a d'abord été édité par William Makepeace Thackeray.
Cornhill Street est l'adresse du bureau de comptage Scrooge and Marley, ainsi que l'employeur de Bob Cratchit (en), dans la nouvelle de 1843 de Charles Dickens Un chant de Noël.

## La rue contemporaine
La rue, de nos jours, est communément associée aux opticiens et aux fabricants d'appareils optiques tels que les microscopes et les télescopes. Une statue de l'ingénieur James Henry Greathead a été érigée en 1994 sur la route à côté du Royal Exchange. Sous le trottoir moderne se trouvent les premières toilettes publiques souterraines du monde, qui ont ouvert leurs portes en 1855.
Cornhill a fait partie du parcours du marathon des Jeux olympiques et paralympiques de 2012. Le marathon olympique féminin a eu lieu le 5 août et le marathon olympique masculin le 12 août. Les quatre marathons paralympiques ont eu lieu le 9 septembre,.
Le code postal de la rue est EC3V.

## Galerie

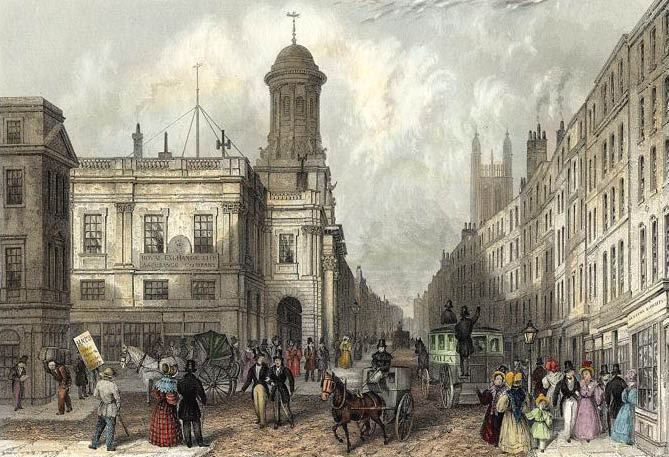
Un dessin de Cornhill dans les années 1830. Le Royal Exchange est sur la gauche.
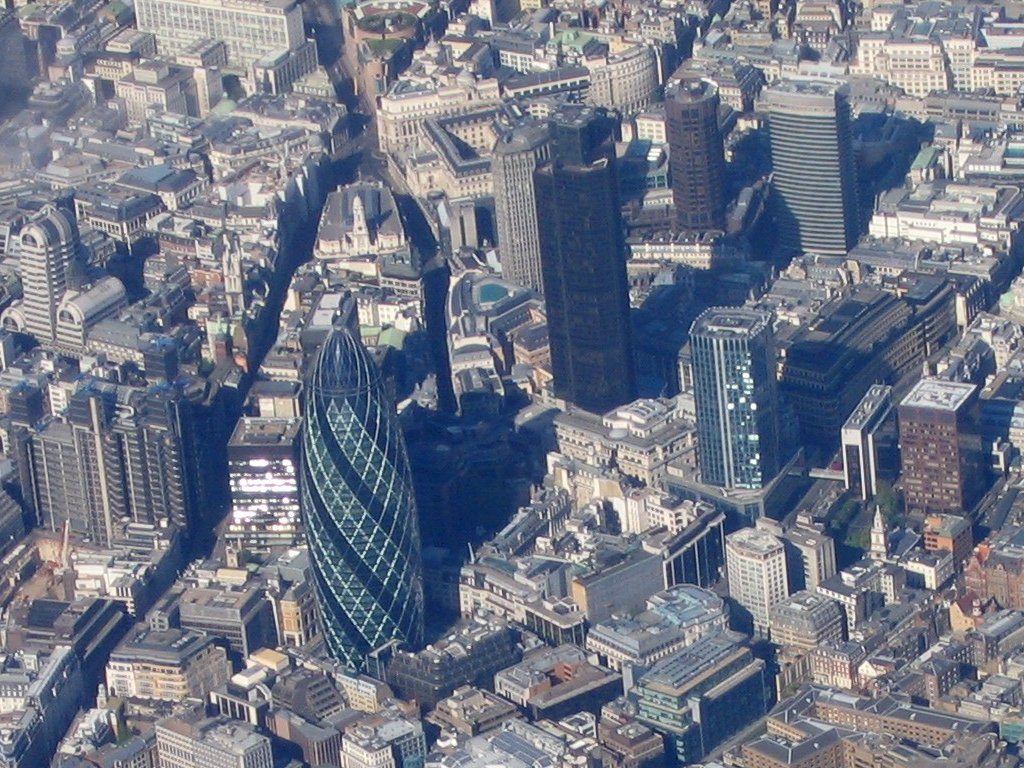
Cornhill vue du ciel
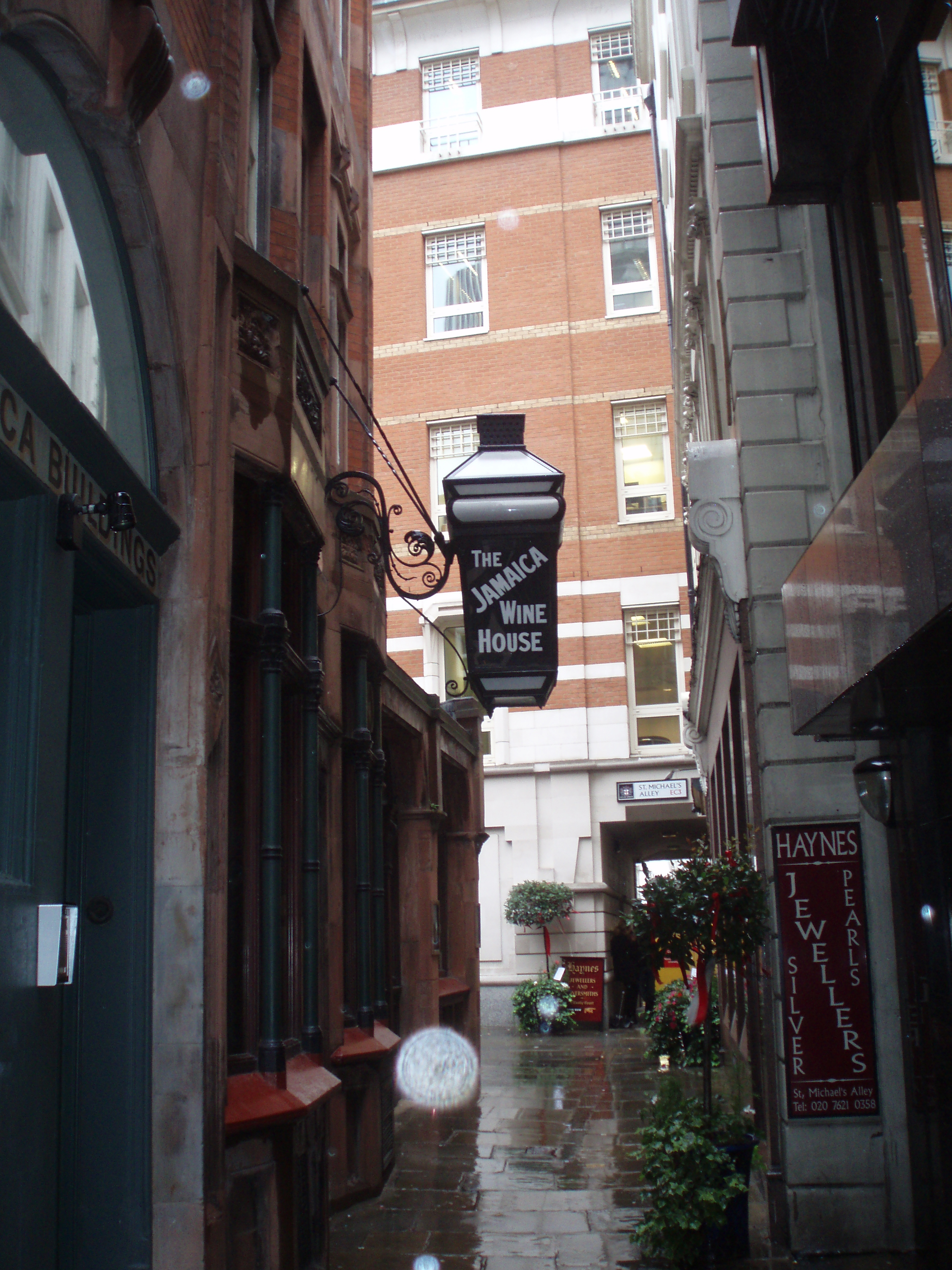
Ruelle adjacente à St. Michael's
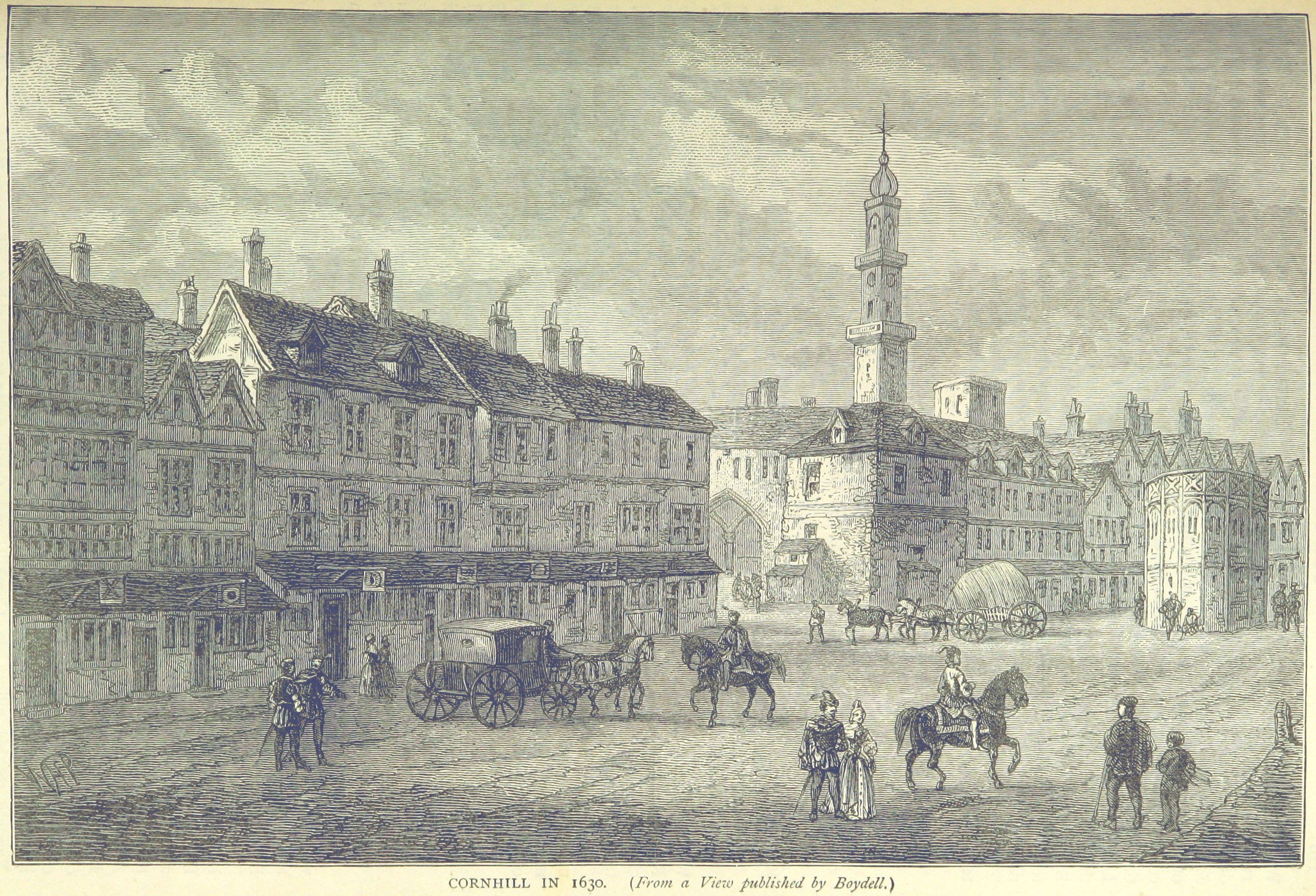
Cornhill en 1630, illustration montrant Royal Exchange et le Great Conduit (en)
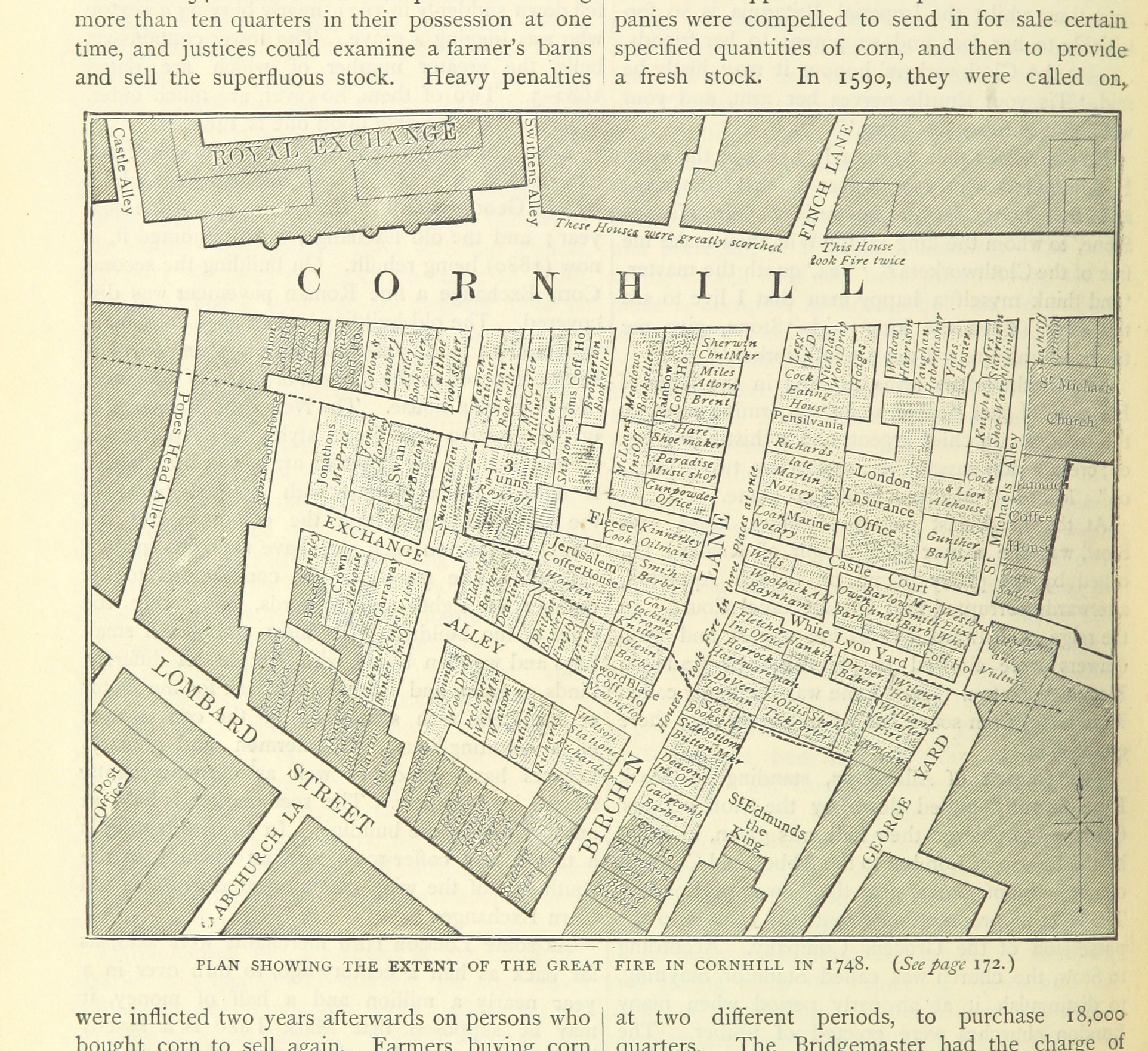
Plan montrant l'étendue du grand incendie à Cornhill en 1748